# إيناس إيبو
إيناس إيبو (5 يناير 1999-)، لاعبة كرة مضرب جزائرية، من الجزائر العاصمة حي سطاوالي. تعتبر أصغر لاعبة تنس تفوز ببطولة الاتحاد الدولي لعمال التنس في تاريخ التنس (14 سنة و 8 أشهر).
بحسب اتحاد لاعبات التنس المحترفات [الإنجليزية] لديها تصنيف عالي المستوى من 467 في الفردي و293 في الزوجي وكلاهما تحقق في 7 نوفمبر 2022. فازت إيناس بثلاثة ألقاب فردية وستة ألقاب زوجية في بطولة جولة التنس العالمية للسيدات (ITF).
تلعب لصالح فريق كأس الاتحاد الجزائري، لديها سجل فوز وخسارة 5-5 في مسابقة كأس فيد.

## وصلات خارجية
- إيناس إيبو على موقع رابطة محترفات التنس (الإنجليزية)
- إيناس إيبو على موقع الاتحاد الدولي لكرة المضرب (الإنجليزية)
- إيناس إيبو على موقع كأس بيلي جين كينغ (الإنجليزية)
- إيناس إيبو على موقع خلاصة التنس.كوم (الإنجليزية)

- صفحة ايناس ايبو على الموقع الرسمي للإتحادية العالمية لكرة المضرب
- لاعبة التنس ايناس ايبو تحافظ على المرتبة الـ 24 عالميا[وصلة مكسورة]
- دورة الحمامات للتنس: الجزائرية إيبو تتوج باللقب الفردي